# Миа Сантова
Миа Сантова е българска журналистка, телевизионна водеща в централната новинарска емисия – Календар по Нова телевизия (1995 – 2007). След напускането си от телевизията става главен редактор на списание „Мадам Фигаро“, после поема поста главен редактор на новинарската емисия в телевизия Диема. По-късно работи като консултант в телевизия PRO.BG.
През 2011 става водещ и автор на първия новинарски съботно-неделен блок в сутрешния ефир “Уикенд с Миа Сантова” в телевизия ТВ7.
През 2017 г. тя се връща в Нова телевизия, но година по-късно напуска, с цел да отдели повече време на семейството си. През 2023 г. отново се връща в телевизията.

## Биография
Миа Сантова е родена на 11 май 1974 г. в Народна република България. Завършва основното си образование в Хелзинки (Финландия). Средното си образование завършва в Национална гимназия за древни езици и култури в София, а след това журналистика в Софийския университет.
През 2015 г. тя преборва рака на щитовидната жлеза и решава да помага на други жени да преодолеят тази болест.
През 2016 г. се омъжва за приятеля си от 5 години – Светослав.